# Sange
Sange é uma localidade situada na República Democrática do Congo, situada 70km ao sul de Bucavu, capital da província de Quivu do Sul.